# Campeonato Soviético de Xadrez de 1955
O Campeonato Soviético de Xadrez de 1955 foi a 22ª edição do Campeonato de xadrez da União Soviética, realizado em Moscou, de 11 de fevereiro a 15 de março de 1955. A competição foi vencida por Efim Geller após derrotar Smyslov em um match-desempate por 4-3. Semifinais ocorreram nas cidades de Leningrado, Gorky e Yerevan. Esta edição marcou a estreia do futuro campeão mundial Boris Spassky. Um dos maiores enxadristas da história soviética, Viktor Korchnoi, teve seu pior campeonato. Apesar de lutar em cada partida, ele conseguiu apenas uma vitória ficando na penúltima colocação. Tudo isso demonstrando o extraordinário nível de dificuldade do campeonato soviético.

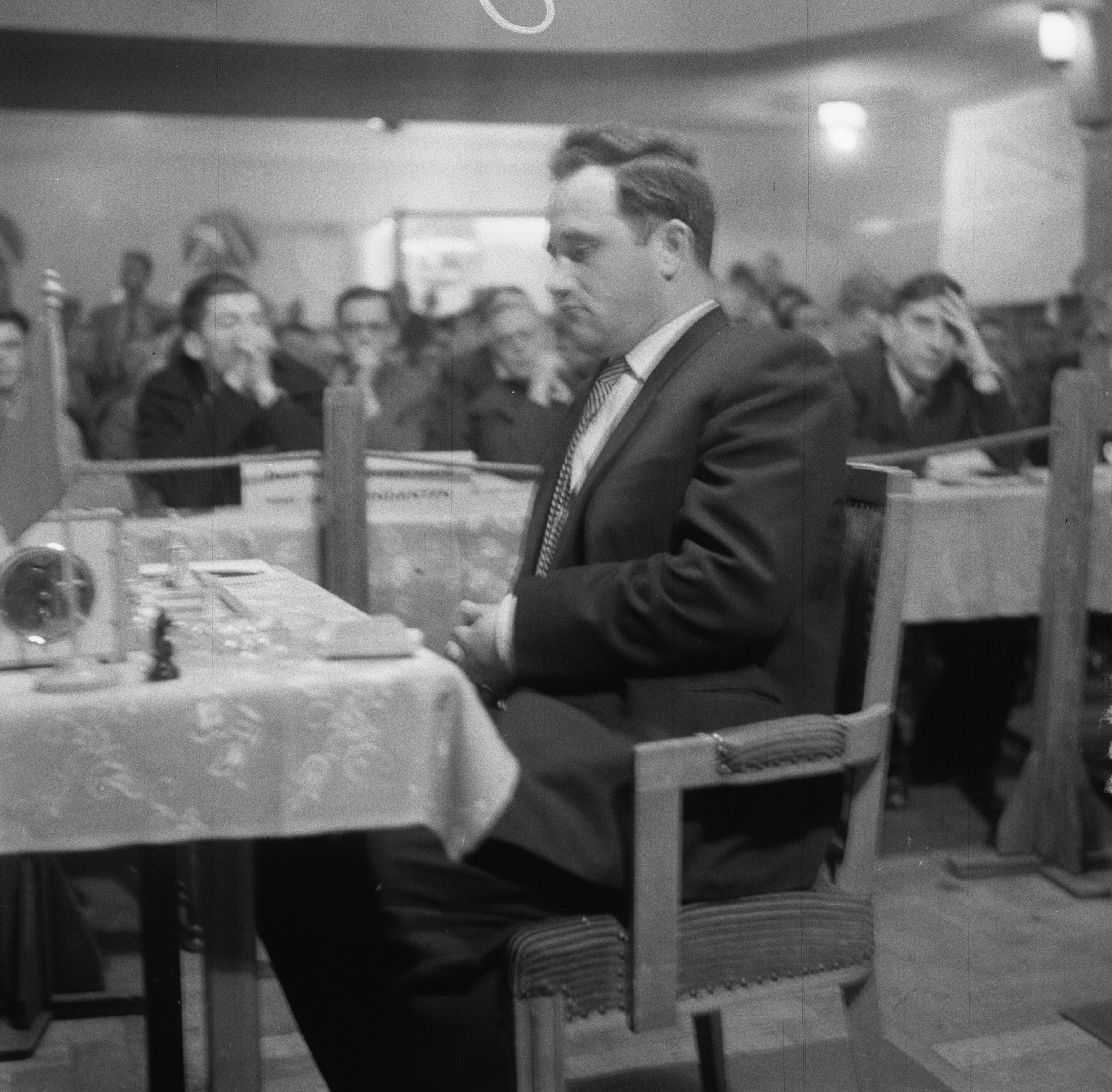
Efim Geller

## Classificação e resultados
| N° | Jogador            | 1 | 2 | 3 | 4 | 5 | 6 | 7 | 8 | 9 | 10 | 11 | 12 | 13 | 14 | 15 | 16 | 17 | 18 | 19 | 20 | Total |
| -- | ------------------ | - | - | - | - | - | - | - | - | - | -- | -- | -- | -- | -- | -- | -- | -- | -- | -- | -- | ----- |
| 1  | Efim Geller        | - | 0 | 1 | 0 | ½ | ½ | ½ | 0 | 1 | 0  | 1  | 1  | 0  | 1  | 1  | ½  | 1  | 1  | 1  | 1  | 12    |
| 2  | Vassily Smyslov    | 1 | - | 1 | ½ | 0 | ½ | 1 | ½ | 1 | ½  | ½  | ½  | 1  | ½  | 0  | ½  | 1  | ½  | ½  | 1  | 12    |
| 3  | Mikhail Botvinnik  | 0 | 0 | - | ½ | ½ | ½ | 0 | ½ | ½ | 1  | 1  | 1  | ½  | ½  | ½  | 1  | 1  | ½  | 1  | 1  | 11½   |
| 4  | Boris Spassky      | 1 | ½ | ½ | - | ½ | ½ | ½ | 1 | ½ | 1  | 0  | 0  | 0  | ½  | ½  | 1  | ½  | 1  | 1  | 1  | 11½   |
| 5  | Georgi Ilivitzki   | ½ | 1 | ½ | ½ | - | ½ | 1 | 0 | ½ | ½  | 1  | ½  | ½  | ½  | ½  | ½  | ½  | 1  | ½  | 1  | 11½   |
| 6  | Tigran Petrosian   | ½ | ½ | ½ | ½ | ½ | - | ½ | 1 | ½ | ½  | ½  | ½  | ½  | ½  | ½  | ½  | 1  | 1  | ½  | 1  | 11½   |
| 7  | Paul Keres         | ½ | 0 | 1 | ½ | 0 | ½ | - | 1 | 0 | ½  | 0  | ½  | 1  | ½  | 1  | ½  | 1  | 1  | ½  | 1  | 11    |
| 8  | Mark Taimanov      | 1 | ½ | ½ | 0 | 1 | 0 | 0 | - | 1 | 1  | ½  | 1  | ½  | ½  | 1  | ½  | 0  | 1  | ½  | ½  | 11    |
| 9  | Vladas Mikenas     | 0 | 0 | ½ | ½ | ½ | ½ | 1 | 0 | - | ½  | ½  | 1  | 0  | ½  | 1  | ½  | 1  | 1  | ½  | 1  | 10½   |
| 10 | Vladimir Antoshin  | 1 | ½ | 0 | 0 | ½ | ½ | ½ | 0 | ½ | -  | 1  | 0  | 1  | ½  | 0  | ½  | 1  | 1  | ½  | 1  | 10    |
| 11 | Semyon Furman      | 0 | ½ | 0 | 1 | 0 | ½ | 1 | ½ | ½ | 0  | -  | 1  | ½  | 1  | ½  | ½  | 0  | 1  | ½  | 1  | 10    |
| 12 | Alexander Kotov    | 0 | ½ | 0 | 1 | ½ | ½ | ½ | 0 | 0 | 1  | 0  | -  | 1  | ½  | 1  | 0  | 1  | ½  | 1  | ½  | 9½    |
| 13 | Georgy Borisenko   | 1 | 0 | ½ | 1 | ½ | ½ | 0 | ½ | 1 | 0  | ½  | 0  | -  | ½  | ½  | ½  | ½  | 0  | ½  | 1  | 9     |
| 14 | Salo Flohr         | 0 | ½ | ½ | ½ | ½ | ½ | ½ | ½ | ½ | ½  | 0  | ½  | ½  | -  | ½  | 1  | 0  | ½  | 1  | ½  | 9     |
| 15 | Georgy Lisitsin    | 0 | 1 | ½ | ½ | ½ | ½ | 0 | 0 | 0 | 1  | ½  | 0  | ½  | ½  | -  | ½  | ½  | 0  | 1  | 1  | 8½    |
| 16 | Yuri Averbakh      | ½ | ½ | 0 | 0 | ½ | ½ | ½ | ½ | ½ | ½  | ½  | 1  | ½  | 0  | ½  | -  | ½  | ½  | ½  | ½  | 8½    |
| 17 | Ilya Kan           | 0 | 0 | 0 | ½ | ½ | 0 | 0 | 1 | 0 | 0  | 1  | 0  | ½  | 1  | ½  | ½  | -  | 0  | 1  | ½  | 7     |
| 18 | Vladimir Simagin   | 0 | ½ | ½ | 0 | 0 | 0 | 0 | 0 | 0 | 0  | 0  | ½  | 1  | ½  | 1  | ½  | 1  | -  | 1  | 0  | 6½    |
| 19 | Viktor Korchnoi    | 0 | ½ | 0 | 0 | ½ | ½ | ½ | ½ | ½ | ½  | ½  | 0  | ½  | 0  | 0  | ½  | 0  | 0  | -  | 1  | 6     |
| 20 | Vitaly Shcherbakov | 0 | 0 | 0 | 0 | 0 | 0 | 0 | ½ | 0 | 0  | 0  | ½  | 0  | ½  | 0  | ½  | ½  | 1  | 0  | -  | 3½    |

### Match desempate
| Jogador         | 1 | 2 | 3 | 4 | 5 | 6 | Total |
| --------------- | - | - | - | - | - | - | ----- |
| Efim Geller     | ½ | ½ | ½ | ½ | ½ | 1 | 4     |
| Vassily Smyslov | ½ | ½ | ½ | ½ | ½ | 0 | 3     |